# Poligono iperbolico
In matematica, la nozione di poligono iperbolico è analoga a quella di poligono per la geometria euclidea, ma applicata alla geometria iperbolica. Le nozioni di vertice, lato, area, angolo interno sono definite anche in questo contesto. 
La differenza principale fra i poligoni iperbolici e i poligoni euclidei sta nella somma degli angoli interni, che in geometria euclidea è {\displaystyle \pi (n-2)} dove {\displaystyle n} è il numero di lati, mentre in geometria iperbolica è strettamente minore (e variabile). Un'altra differenza notevole sta nel fatto che, nel caso iperbolico, l'area del poligono dipende solamente da questa somma di angoli.

## Definizione
Le definizioni che seguono sono identiche a quelle adottate nella geometria euclidea. Un segmento nel piano iperbolico è la porzione di retta delimitata da due punti (gli estremi). Una linea spezzata è quindi una successione di un numero finito di segmenti, tale che due segmenti successivi si intersecano ad un estremo, detto vertice. Infine, un poligono è la porzione di piano delimitata da una linea spezzata chiusa. I segmenti della linea sono i lati del poligono.
Come nel caso euclideo, generalmente per "poligono" si intende un "poligono non intrecciato", cioè un poligono in cui i segmenti della linea spezzata non si intersecano più di quanto prescritto. Ad esempio, i poligoni stellati sono intrecciati.

## Proprietà

### Lunghezza e angoli

La somma degli angoli interni di un triangolo iperbolico è minore di.

Come nel caso euclideo, ogni lato ha una sua lunghezza, e ogni vertice è adiacente a due lati, che formano un angolo, detto angolo interno. Le relazioni fra queste grandezze sono però sostanzialmente differenti da quanto accade nella geometria euclidea.
La somma degli angoli interni di un poligono euclideo con {\displaystyle n} lati è {\displaystyle (n-2)\pi }. La somma degli angoli interni di un poligono iperbolico è una quantità variabile, strettamente minore di {\displaystyle (n-2)\pi }. In particolare, la somma degli angoli interni di un triangolo è minore di {\displaystyle \pi }.

Un quadrato è un poligono con 4 lati di eguale lunghezza e 4 angoli uguali. Nella geometria euclidea deve essere un angolo retto. In quella iperbolica, può essere un qualsiasi angolo acuto.

L'angolo di difetto di un poligono iperbolico con angoli interni {\displaystyle \alpha _{1},\ldots ,\alpha _{n}} è la differenza
{\displaystyle (n-2)\pi -\sum _{i=1}^{n}\alpha _{i}}
fra la somma degli angoli prescritta dalla geometria euclidea e quella che invece risulta nel poligono iperbolico in esame.

### Poligoni regolari
Come nel caso euclideo, un poligono euclideo è regolare se ha tutti i lati di eguale lunghezza e tutti gli angoli interni di eguale ampiezza. Un poligono è retto se gli angoli interni sono tutti retti.
I fatti seguenti sono però validi solo nella geometria iperbolica:
- Esistono quadrati aventi angoli interni {\displaystyle \alpha } per ogni {\displaystyle \alpha } tale che {\displaystyle 0<\alpha <\pi /2}: un esempio è mostrato in figura. D'altra parte, non esistono quadrati retti.
- Per ogni {\displaystyle n>4} esiste un poligono regolare e retto di {\displaystyle n} lati.

### Area
Nella geometria euclidea, l'area di un poligono è una quantità che dipende da vari fattori. Le formule usate abitualmente per calcolare l'area di un poligono sono spesso date per casi specifici (rettangolo, parallelogramma, trapezio, poligono regolare, etc.) e si generalizzano difficilmente a poligoni arbitrari.
Nella geometria iperbolica, tutto risulta molto più semplice: l'area {\displaystyle A} di un poligono dipende soltanto dalla somma dei suoi angoli interni. L'area di un poligono con angoli interni {\displaystyle \alpha _{1},\ldots ,\alpha _{n}} è infatti 
{\displaystyle A=(n-2)\pi -\sum _{i=1}^{n}\alpha _{i}.}
In altre parole, l'area coincide con l'angolo di difetto del poligono.

## Classi di poligoni

### Quadrati
Come accennato sopra, un quadrato iperbolico può avere come angolo interno un qualsiasi acuto {\displaystyle \alpha }. Conseguentemente, variano i rapporti fra le lunghezze dei lati e delle diagonali.
Nel piano euclideo la diagonale ed il lato di un quadrato sono grandezze incommensurabili: il loro rapporto è infatti il numero irrazionale {\displaystyle {\sqrt {2}}}. Nel piano iperbolico tale rapporto varia al variare degli angoli interni e in alcuni casi è razionali. Al variare degli angoli interni {\displaystyle \alpha } in {\displaystyle (0,\pi /2)}, tale rapporto varia nell'intervallo {\displaystyle (1,{\sqrt {2}})}. Dal momento che tra questi due valori esistono infiniti numeri razionali, allora esistono infiniti quadrati in cui il lato e la diagonale sono commensurabili.